# Vanguardia (periódico colombiano)

Logo en 2013

Logo en 2005

Vanguardia, antes conocido como Vanguardia Liberal, es un diario impreso en la ciudad de Bucaramanga, Colombia. Fundado por el dirigente político Alejandro Galvis Galvis el 1 de septiembre de 1919 y cuya actual propiedad recae en sus descendientes. 
El 24 de marzo de 2019, Vanguardia Liberal pasa a llamarse Vanguardia, suprimiendo de esta forma la palabra Liberal, que para la época de fundación del diario implicaba que su orientación ideológica era la del Partido Liberal Colombiano, filiación política a la cual pertenecía su fundador.